# Monte Pobeda
Il monte Pobeda (in russo гора Победа, gora Pobeda, che significa "vittoria"), con i suoi 3003 metri di altitudine, è il più alto della catena Ulachan-Čistaj, la quale fa parte del sistema dei monti Čerskij. Si trova nella Sacha (Jacuzia), una repubblica autonoma della Russia in Siberia ed è la vetta più alta della repubblica. La montagna si trova a circa 180 km a nord-est del villaggio di Ust'-Nera e a quasi 140 km a sud del Circolo polare artico.
Il picco fu così chiamato dopo la vittoria dell'URSS nella Grande Guerra Patriottica (nel 1945). Questa montagna è circondata dalle aree abitate più fredde del pianeta, dove si è arrivati a toccare -71,3 gradi centigradi.

## Storia
Il monte Pobeda è stato scalato per la prima volta sul fianco ovest, nel 1966.
Nel maggio 2016, gli austriaci Matthias Mayr e Matthias Haunholder hanno effettuato per la prima volta una discesa libera (freeride) dal Pobeda.
Il 12 febbraio 2018 gli alpinisti italiani Simone Moro e Tamara Lunger hanno effettuato la prima salita invernale della montagna.